# À la fortune du pot, Mr. Bean
 (octobre 2024).
À la fortune du pot, Mr. Bean est le neuvième épisode de la série télévisée britannique Mr. Bean, produite par Tiger Aspect Productions et Thames Television pour Central Independent Television. Il est diffusé pour la première fois sur ITV le 10 janvier 1994, devant 15,60 millions de téléspectateurs.

## Synopsis

### Acte 1: Le réveillon
Mr. Bean fait les derniers préparatifs de la fête du réveillon du Nouvel An 1993 qu'il organise chez lui (il accroche trois ballons devant sa porte d'entrée et dispose trois chaises en cercle). Rupert et Hubert, ses deux amis, arrivent à l'appartement, mais réalisent que ce n'est pas la fête à laquelle ils s'attendaient: Bean leur donne des chapeaux en papier journal, avec leurs noms dessus, et les fait s'asseoir sur les chaises. Bean se rend ensuite à la cuisine mais réalise qu'il est à court de "Twiglets" (équivalent des Curly en France). Il improvise des gâteaux apéros avec des brindilles de bois qu'il trempe dans de la Marmite pour les déguiser. Il se rend ensuite compte qu'il n'a plus de champagne. Il improvise à nouveau en utilisant une bouteille de vinaigre et en ajoutant du sucre pour l'adoucir.
Plus la nuit avance, plus il devient évident que Rupert et Hubert ne passent pas un bon moment. Alors que Bean retourne dans la cuisine pour chercher des graines dans la mangeoire à oiseaux de son arbre pour les servir à ses invités, Rupert et Hubert règlent l'horloge du salon juste avant minuit. Quand Bean revient, l'horloge sonne et les trois hommes se donnent la main et chantent «Auld Lang Syne» pour célébrer la nouvelle année. Rupert et Hubert font alors semblant de bâiller et prétendent qu'ils sont fatigués, alors Bean les salue et leur souhaite bonne nuit. Dans le couloir, Rupert et Hubert croisent deux femmes qui se rendent dans l'appartement du voisin, où à lieu une fête du Nouvel An endiablée. Ils rejoignent la fête.
Plus tard, Bean part se coucher avec Teddy mais, il entend un compte à rebours provenant de l'appartement d'à côté et tout le monde chante «Auld Lang Syne», pour célébrer la nouvelle année. Déconcerté, Bean sort de sa commode un réveil qui indique qu'il est minuit, alors que l'horloge du salon indique 1h40. Il comprend que Rupert et Hubert l'ont abandonné pour participer à la plus grande fête d'à côté. Il soupire et se rendort.
Le jour du Nouvel An, Bean se rend au grand magasin Arding & Hobbs pour profiter des soldes de janvier. Il rejoint la «personne» en tête de la longue file d'attente devant l'entrée du magasin, et révèle qu'il s'agit d'un mannequin qu'il avait placé là précédemment pour garder sa place. Bean rentre dans le magasin le premier pour acheter un fauteuil qui est exposé dans la vitrine.

### Acte 2: Le fauteuil

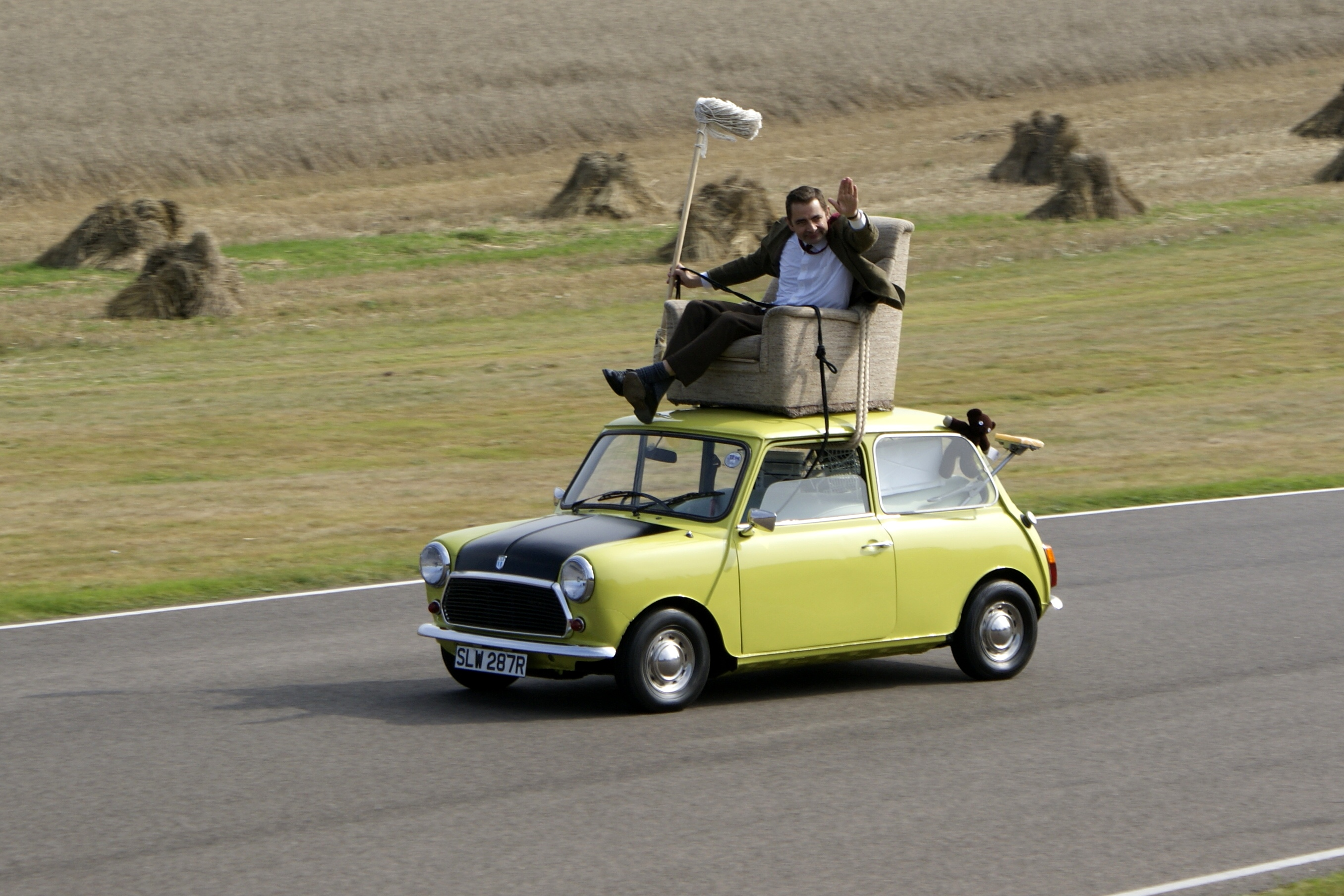
Rowan Atkinson recrée la scène de la deuxième partie de l'épisode sur une Mini sur le circuit de Goodwood.

Par manque de place dans sa Mini pour ranger tout ce qu'il a acheté, Bean décide de la conduire depuis le fauteuil situé sur le toit. Il utilise une corde pour tourner le volant et un balai pour actionner les pédales. Tout se passe bien jusqu'à ce que Bean soit détourné vers une rue en pente raide. En essayant de freiner, il bloque son balai sous la pédale de frein, et est forcé de stopper son véhicule en rentrant dans l'arrière d'un camion livrant des matelas.
De retour chez lui, Bean décore son appartement avec ce qu'il a acheté. Pour mettre en place son nouveau fauteuil, il déplace sa table, par conséquent, elle n'est plus au niveau du trou dans le mur vers sa cuisine. Il décide donc de refaire un trou dans le mur au-dessus du nouvel emplacement de sa table. Après avoir pris des mesures exactes à l'aide de trois crayons (un dans sa bouche et un dans chaque main), il utilise une scie sabre pour découper une section du mur. Cependant, il ne se rend pas compte de ce qui se trouve de l'autre côté du mur et découpe un câble téléphonique et plusieurs tableaux.
Bean commence à peindre son salon en blanc mais s'aperçoit que les poils de son pinceau sont secs et tombent dans le pot de peinture. Il décide donc d'enfoncer le manche du pinceau dans les fesses de Teddy et utilise sa tête pour peindre les murs. Cependant, il ne parvient pas à le faire proprement, sans tâcher ses autres meubles. Bean recouvre alors soigneusement tout ce qui se trouve dans le salon et la cuisine de papier journal et, lorsqu'il n'en a plus, utilise le chapeau qu'Hubert a laissé derrière lui pour couvrir son horloge. Bean allume un bâton de feu d'artifice dans le pot de peinture et sort de l'appartement. À ce moment-là, Hubert sort en titubant de l'appartement du voisin et rentre dans celui de Bean pour récupérer son chapeau, juste au moment où le feu d'artifice explose. Bean retourne à son appartement, tout peint de blanc. Cependant, il constate des empreintes de pas blanches depuis sa porte d'entrée, et la silhouette d'Hubert récupérant son chapeau, sur un pan de mur non peint.

### Scènes coupées
Il existe une scène coupée de l'épisode lors la diffusion originale, mais présente dans les diffusions américaines sur HBO et inclus dans certaines versions VOD et DVD.

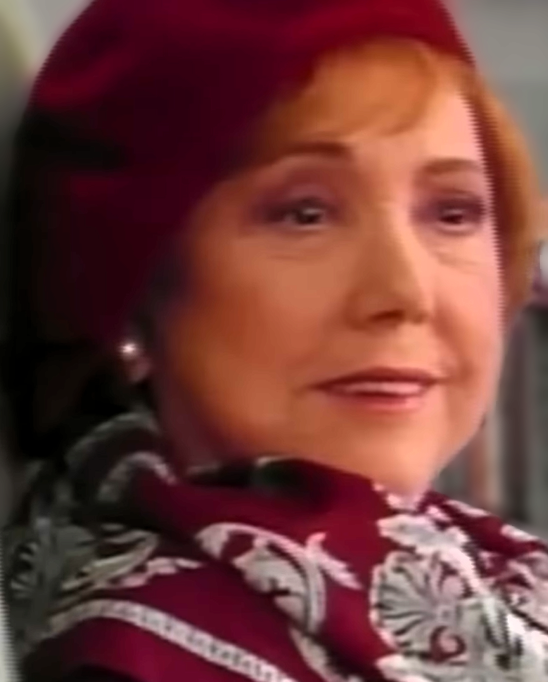
Helen Burns dans la scène coupée du magasin.

Bean fait du shopping dans un grand magasin et voit un fauteuil qu'il souhaite acheter, mais une vendeuse est déjà en train de le présenter à un couple de personnes âgées. Lorsque Bean réalise que le couple veut l'acheter, il leur fait croire que le fauteuil est cassé. Tandis que la vieille femme est assise sur le fauteuil, Bean se faufile jusqu'à un panneau de contrôle de l'accoudoir et manipule les fils à l'intérieur. Alors que la femme âgée essaie la fonction d'inclinaison, le fauteuil se replie sur lui-même, la prenant en sandwich au milieu. Elle crie mais son mari malentendant ne l'entend pas, bien qu'il soit juste à côté. Bean augmente la musique diffusée sur l'interphone du magasin, pour que personne n'entende la vielle femme crier.
Dans une autre scène coupée, Bean décapite la photo de la princesse Diana. Cette scène a été coupée des diffusions sur les chaînes anglaises, suivant la mort de la princesse dans un accident de voiture à Paris en 1997. Certains pays ont continué de diffuser la scène malgré tout.

## Distribution
- Rowan Atkinson dans le rôle de Mr.Bean
- Robert Austin dans le rôle d'Hubert
- Simon Godley dans le rôle de Rupert
- Rupert Vansittart dans le rôle du policier
- Andy Greenhalgh (non crédité)

Photos des acteurs principaux
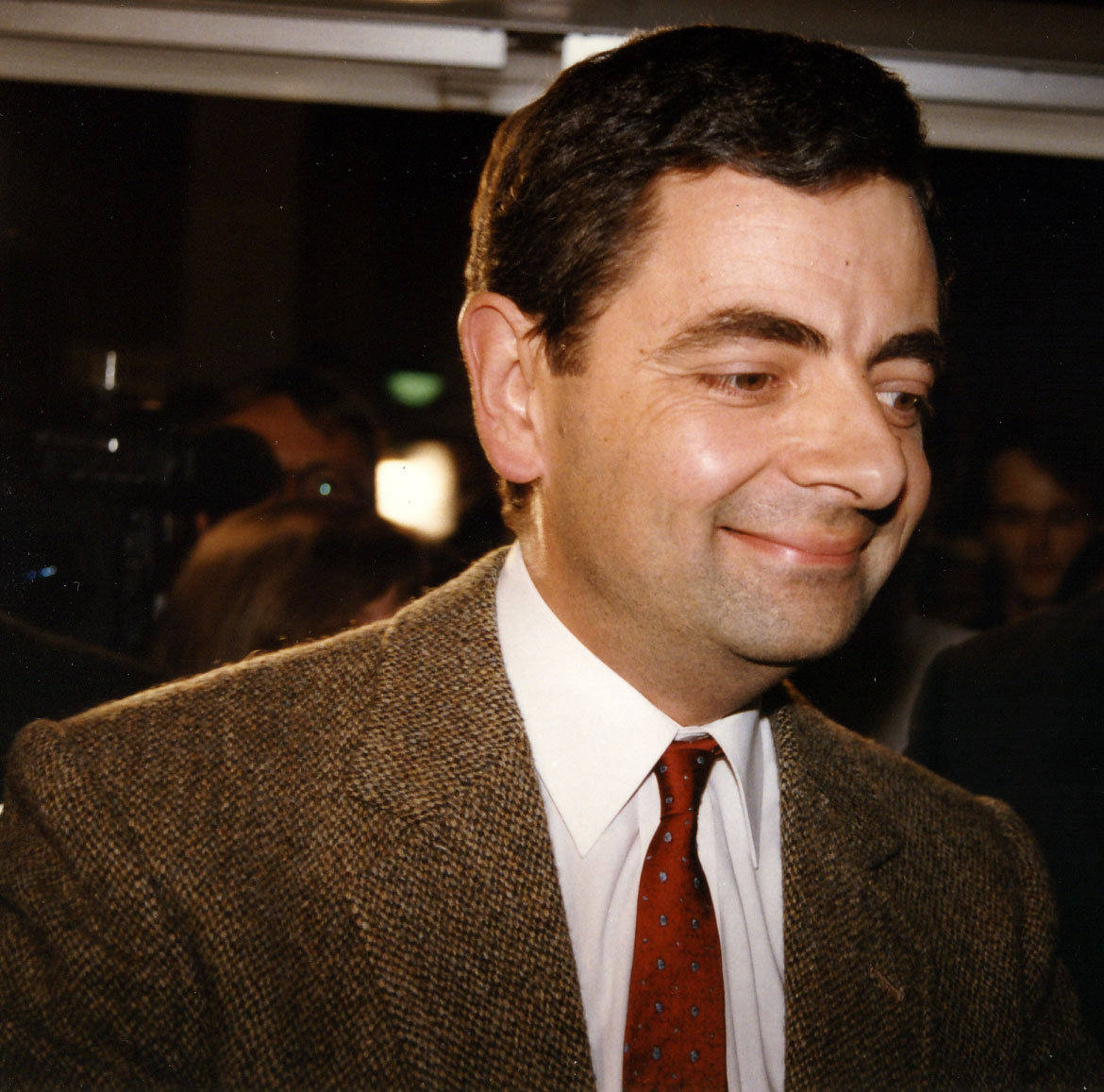
Rowan Atkinson interprète Mr. Bean.
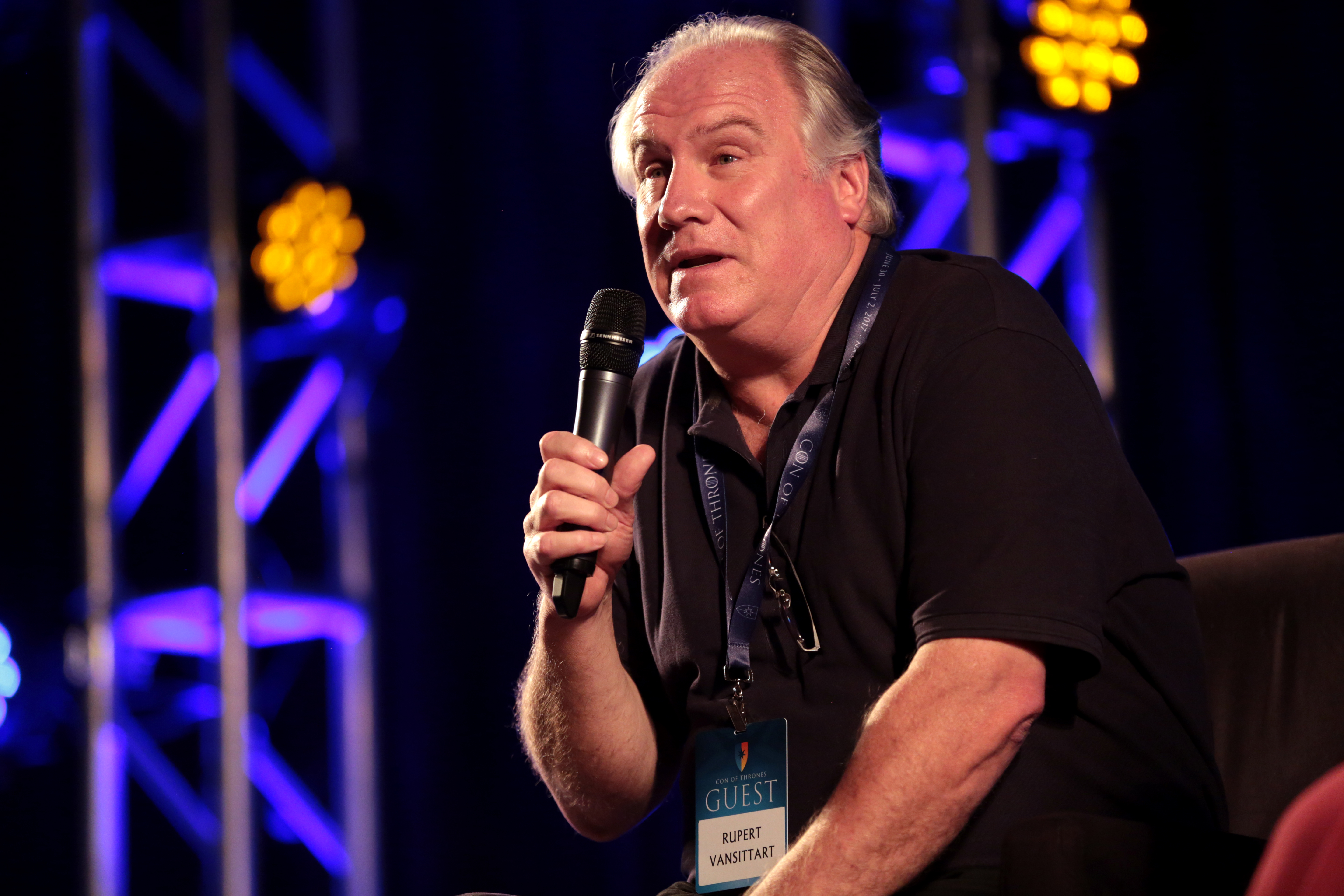
Rupert Vansittart interprète le policier.

## Production
Les scènes d'extérieurs sont tournées chez Arding & Hobbs à Battersea. Les scènes en studio sont tournées aux studios Teddington, bien que pour des raisons de sécurité, une partie de l'acte 2 est filmée sans public. C'était également le premier épisode produit par le fondateur de Tiger Aspect, Peter Bennett-Jones.
Lors de sa deuxième diffusion, l'épisode est regardé par 12,96 millions de téléspectateurs, dépassant le record les deux derniers épisodes de la série.

## Héritage
MythBusters a testé l'idée de peindre avec des explosifs après avoir été inspiré par une rediffusion de l'épisode. Ils ont effectué des tests pour voir s'il était réellement possible de peindre une pièce entière en faisant exploser un feu d'artifice dans un pot de peinture, et en ont déduit que la méthode était impossible.
Plus tard, dans l'émission Painting with Explosives/Bifurcated Boat, d'autres tentatives sont effectuées, dont la variante de Jamie Hyneman, utilisant une sphère en acier mais qui ne s'est pas avéré concluante non plus. La variante du cadre en flocon de neige d'Adam Savage est celle qui se rapproche le plus du résultat visible dans la série.
La scène de l'acte 2 où Bean utilise une brique sur sa pédale d'accélération, est réutilisée dans l'épisode « In the Pink » de Mr. Bean : la série animée où il utilise cette technique pour arrêter les voleurs.
En 2009, Rowan Atkinson est apparu dans le rôle de Mr. Bean lors du Goodwood Revival au volant d'une reconstitution de sa Mini, avec le fauteuil sur le toit, dans le cadre de la célébration des 50 ans de la Mini par Goodwood,.
En 2015, une reconstitution de cette même scène en voiture est organisée dans le centre de Londres pour promouvoir le 25e anniversaire de la série, se terminant par une séance photo devant le palais de Buckingham.